# Europäischer Außenhandelsverband
Der europäische Außenhandelsverband CITHA (European Confederation of International Trading Houses Associations) ist der Dachverband des europäischen Außenhandels mit Sitz in Brüssel. Er vertritt die Interessen der Branche in der Europäischen Union gegenüber Politik, Behörden, Medien sowie der Zivilgesellschaft. Seine Mitglieder sind Spitzen- und Dachverbände von Außenwirtschaftsunternehmen verschiedener europäischer Länder. Der Dachverband spricht für rund 350.000 Betriebe und Unternehmen. Die Branche ist geprägt von mittelständischen Unternehmen und Familienbetrieben. Der Verband ist als Nichtregierungsorganisation (NGO) in Brüssel registriert und als solche durch Europäische Kommission, Internationalen Währungsfonds (IWF), Weltbank, OECD, Welthandelsorganisation (WTO) und Welthandelskonferenz (UNCTAD) anerkannt.

## Geschichte
1956 begann eine kleine Gruppe skandinavischer Handelsunternehmer sich regelmäßig zu treffen. In diesem sogenannten Stockholm Club tauschten sie sich über ihre Außenhandelsaktivitäten und Herausforderungen mit ausländischen Regierungen aus. Kurz darauf traten auch deutsche und niederländische Unternehmer diesem Club bei. 1971 wurde daraus der Verband CITHA als Dachorganisation seiner damals zehn nationalen Mitgliedsverbände gegründet.

## Organisation
An der Spitze des Verbandes steht das Präsidium mit einem Präsidenten. Seit 2017 ist der deutsche Unternehmer Jan Krückemeyer Präsident des Verbandes. Er folgte damit Hans-Jürgen Müller, der von 2010 bis 2016 dieses Amt innehatte. Vize-Präsidenten sind der spanische Unternehmer Antonio Bonet und seit 2022 auch der Schweizer Kaspar Engeli. Das operative Geschäft wird durch den Generalsekretär geleitet. Generalsekretär ist Gregor Wolf. Das Sekretariat wird durch den Bundesverband des Deutschen Exporthandels (BDEx) betreut. Das Büro des Verbandes befindet sich in Brüssel (Avenue des Nerviens 85, 3rd floor, B-1040).

## Mitglieder
Mitglieder des Europäischen Handelsverbandes CITHA sind
- Bundesverband des Deutschen Exporthandels e.V. (BDEx)

- Bundesverband Großhandel, Außenhandel, Dienstleistungen e.V. (BGA)

- Französischer Großhandels- und Exportverband (CGI)

- Handel Schweiz

- International Steel Trade Association (ISTA)

- Italienischer Exporthandelsverband (AICE)

- Handelsverband Österreich (AUSTRIAN RETAIL ASSOCIATION)

- Spanischer Exporthandelsverband[10] (Club de Exportadores e Inversores)